# أندروستيرون
أندروستيرون هو ستيرويد عصبي وهرمون ستيرويدي داخلي التنشؤ وفيرومون مفترض. وهو أندروجين ضعيف بفاعلية دوائية تقارب 7/1 فاعلية التستسوستيرون. كما أنه مستقلب للتستوستيرون ولثُنائي هيدرو التستوستيرون (DHT).
وهو معروف أيضًا بكونه أَنْدرُوسْتَان ستيرويد عصبيًّا تثبيطيًّا.

## الوظائف الحيوية

### الفيرومون
يُفرز الأندروستيرون في إبط، وجلود، وبول البشر. وقد تُفرزه الغدد الدهنية البشرية. ويُوصف بأنه ذو رائحة مسكية مشابهة لرائحة الأندروستينول. يؤثر الأندروستيرون على السلوك البشري عند شمه.

## الكيمياء الحيوية

### الأيض
الأندروستيرون مُكَبرت بكبريتات الأندروستيرون ومُقترن غلوكورونيًّا بغلوكورونيد الأندروستيرون، تُخرج هذه المركبات في البول.

## روابط خارجية
- أندروستيرون على قاعدة بيانات الأيض البشري